# Natural Elements
Albums de Shakti
A Handful of Beauty
(1976) The Best of Shakti
(1994)
Natural Elements est le troisième album studio de Shakti, sorti en 1977.

## Liste des titres
| 1. | Mind Ecology               | John McLaughlin           | 5:47 |
| 2. | Face to Face               | J. McLaughlin, L. Shankar | 5:56 |
| 3. | Come on Baby Dance with Me | L. Shankar                | 1:55 |
| 4. | The Daffodil and The Eagle | J. McLaughlin, L. Shankar | 7:00 |

| 1. | Happiness Is Being Together | J. McLaughlin             | 4:26 |
| 2. | Bridge of Sighs             | J. McLaughlin, L. Shankar | 3:51 |
| 3. | Get Down and Sruti          | J. McLaughlin, L. Shankar | 6:58 |
| 4. | Peace of Mind               | J. McLaughlin             | 3:20 |

## Musiciens
- John McLaughlin : guitares, chant
- L. Shankar : violon, alto, chant
- Vikku Vinayakram : ghatam, kanjeera, percussions, chant
- Zakir Hussain : percussions, tabla, bongos, dholak, timbales, triangle, chant